# Casey Cunningham

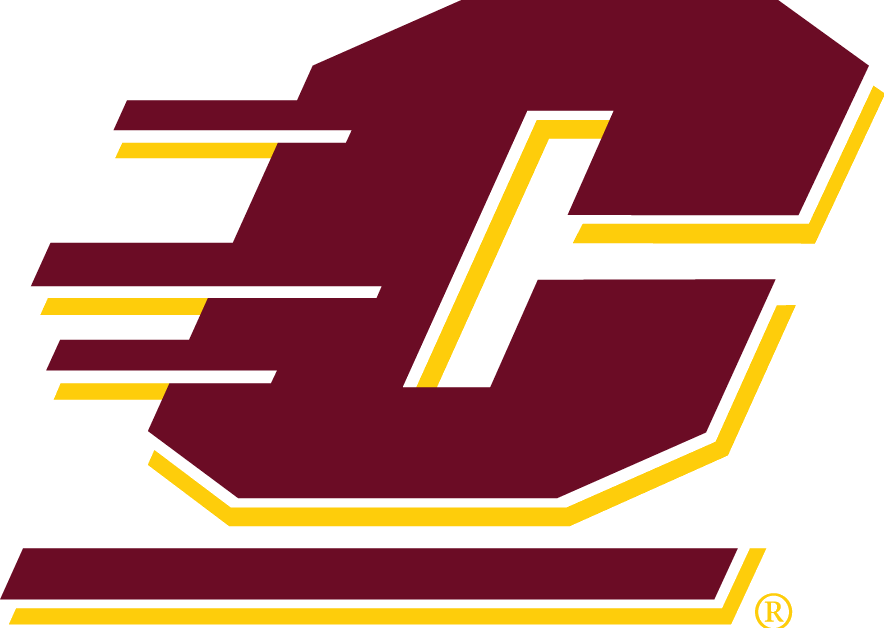
Zawodnik Central Michigan Chippewas

Casey Cunningham (ur. 25 kwietnia 1976) – amerykański zapaśnik w stylu wolnym. Srebrny medalista mistrzostw panamerykańskich z 2008 roku.
Jego żona Tara Nott była mistrzynią olimpijską z Sydney 2000 w podnoszeniu ciężarów.
Zawodnik Middleton Fulton High School z hrabstwa Gratiot i Central Michigan University. Dwa razy All-American (1998, 1999) w NCAA Division I, pierwszy w 1999 i drugi w 1998 roku.